# Juan Carlos de Lara
Juan Carlos de Lara Ródenas (Huelva, 28 de noviembre de 1965) es un poeta español. Comenzó a publicar a los trece años en distintos diarios y revistas especializadas y a colaborar en espacios radiofónicos. Fundó y dirigió la entrega de poesía Hojas Nuevas y la colección de libros Ramos de perejil. Ha pertenecido al equipo de redactores de la revista Literatura infantil y juvenil, de Barcelona.
Aunque ha hecho incursiones en la prosa poética, el relato breve, la crítica y el ensayo literario, Juan Carlos de Lara se expresa fundamentalmente a través de una poesía dotada de sencilla naturalidad, donde la intensidad lírica se asienta sobre una clara estructura rítmica, según expone Ramón Reig en su Panorama poético andaluz (1991).

## Libros de poesía

### Libros publicados
- Caminero del aire. Huelva, 1985.
- Elegía del amor y de la sombra (poemas de soledad). Huelva, 1987.
- Antes que el tiempo muera. Diputación de Huelva, 2000.
- Memoria del tiempo claro (Antología poética). Editorial Alea Blanca Granada, 2008.
- Paseo del chocolate. Editorial Renacimiento Sevilla, 2008.
- Depósito de objetos perdidos (Premio Leonor de Poesía). Diputación de Soria, 2016.[1]

Ha publicado, además, el cuaderno Aquí y ahora (1992) y el pliego Cuatro poemas (1998). 

### Figura en las antologías
- Manuscritos. Feria del libro, Huelva, 1986.
- Cuadernos de Roldán. Sevilla, 1991.
- Selección de obras de poesía y narrativa. Junta de Andalucía, Sevilla, 1992.
- Poetas por la paz. Ediciones del 1900, Huelva, 1995.
- Searus. Ateneo de Los Palacios (Sevilla), 1997.
- A propósito de Donaire. Patronato de Cultura de Ayamonte (Huelva), 2001.
- Palabras sin fronteras/Palavras sem fronteiras. I Encuentro de Escritores Huelva-Algarve. Junta de Andalucía, Huelva, 2002.
- Searus (1978-2002). Ayuntamiento de Los Palacios y Villafranca (Sevilla), 2002.
- Voces del extremo. Poesía y utopía. Fundación Juan Ramón Jiménez, Moguer (Huelva), 2002.
- Invitados. Ateneo Alternativo Antonio Carrasco Suárez, Huelva, 2003.
- Voces del extremo. Poesía y canción. Fundación Juan Ramón Jiménez, Moguer (Huelva), 2004.
- Voces del extremo. Poesía y ética. Fundación Juan Ramón Jiménez, Moguer (Huelva), 2005.
- Mar, cien veces mar. Fundación El Monte, Huelva, 2006.
- Poesía viva de Andalucía, de Raúl Bañuelos y otros. Universidad de Guadalajara (México), 2006.

### Poemas suyos se encuentran, entre otras, en las revistas
Celacanto (Huelva), Cuadernos del matemático (Madrid), La factoría valenciana (Valencia), Factorum (Álava), Océano (Huelva), La vieja factoría (Madrid), Batarro (Almería), Alabastro (Madrid) Hojas Nuevas (Huelva), Estío (Burgos), Ventana abierta (Badajoz), Pérez (Huelva), La Pájara Pinta y Almiar.

## Obras de ensayo, crítica e investigación literaria (excepto artículos de prensa)
- «Algo sobre poesía». En La vieja factoría, Madrid, 1997.
- «Prólogo a Ramos de perejil». Ayuntamiento de Huelva, 1997.
- «El frío que mató a Bécquer». En El Gnomo, boletín de estudios becquerianos, nº 8, Zaragoza, 1999.
- «La huella de Julia y Josefina Espín en la biografía sentimental de Bécquer: las revelaciones de El gnomo (con Manuel José de Lara)». En El Gnomo, boletín de estudios becquerianos, nº 9, Zaragoza, 2000.
- «Prólogo» a La orilla del incendio. Diputación de Huelva, 2000.
- Juan Ramón Jiménez, estudiante. Fundación Juan Ramón Jiménez. Moguer, 2012.
- El balcón de las golondrinas.[2] El hallazgo de la casa que fue escenario de las Rimas de Bécquer. Alfar Archivado el 8 de marzo de 2019 en Wayback Machine., Sevilla 2019.

## Viene recogido en los estudios literarios
- «La Literatura en Huelva, de Juan Drago». En Enciclopedia de Huelva y su provincia, Tartessos, Huelva, 1987.
- «Historia de la poesía en Huelva, de José Baena Rojas y Manuel Sánchez Tello». Celacanto, Huelva, 1987.
- «Panorama poético andaluz», de Ramón Reig. Guadalmena, Sevilla, 1991.
- «Bibliografía de Juan Ramón Jiménez, de Antonio Campoamor González». Fundación Juan Ramón Jiménez, Moguer (Huelva), 1999.
- Diccionario literario de Huelva, de Uberto Stabile. Diputación de Huelva, 2006.

## Premios
Ha obtenido, entre otros, los Primeros Premios siguientes:
- Juan Figuereo (Huelva, 1982).
- Ciudad de Bujalance (Córdoba, 1992).
- Ciudad de Ayamonte (Huelva, 1996).
- Daya Nueva (Alicante, 1998).
- Ciudad de Niebla (Huelva, 1999).
- Juan Cervera (Sevilla, 2005).
- Jesús Serra (Gerona,2012).
- Alhoja de Oro (Sevilla, 2012).
- Leonor de Poesía (Soria, 2015).
- Feria del libro de Los Palacios y Villafranca (Sevilla, 2019).
- La Herradura. La Herradura (Granada, 2019).